# Oviscapte

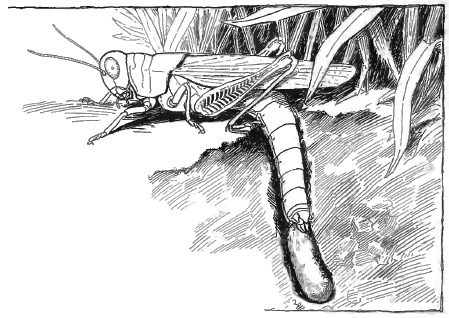
Dibuix representant la posta d'un ortòpter

L'ovipositor o oviscapte, és un òrgan típic de les femelles d'alguns grups d'insectes, com ara els odonats, els ortòpters, els dípters i els himenòpters. És a la fi de l'abdomen i serveix per a dipositar els ous de manera precisa durant la posta. Normalment per a protegir-los dels depredadors. Hi ha molts tipus d'ovipositors depenent del grup d'insectes. Alguns excaven la terra, com els grills, d'altres com les cigales poden perforar la fusta o les tiges, algunes vespes parasitoides l'usen per dipositar els ous dins d'altres animals i, la major part, solament el fa servir per a dipositar l'ou en alguna superfície.

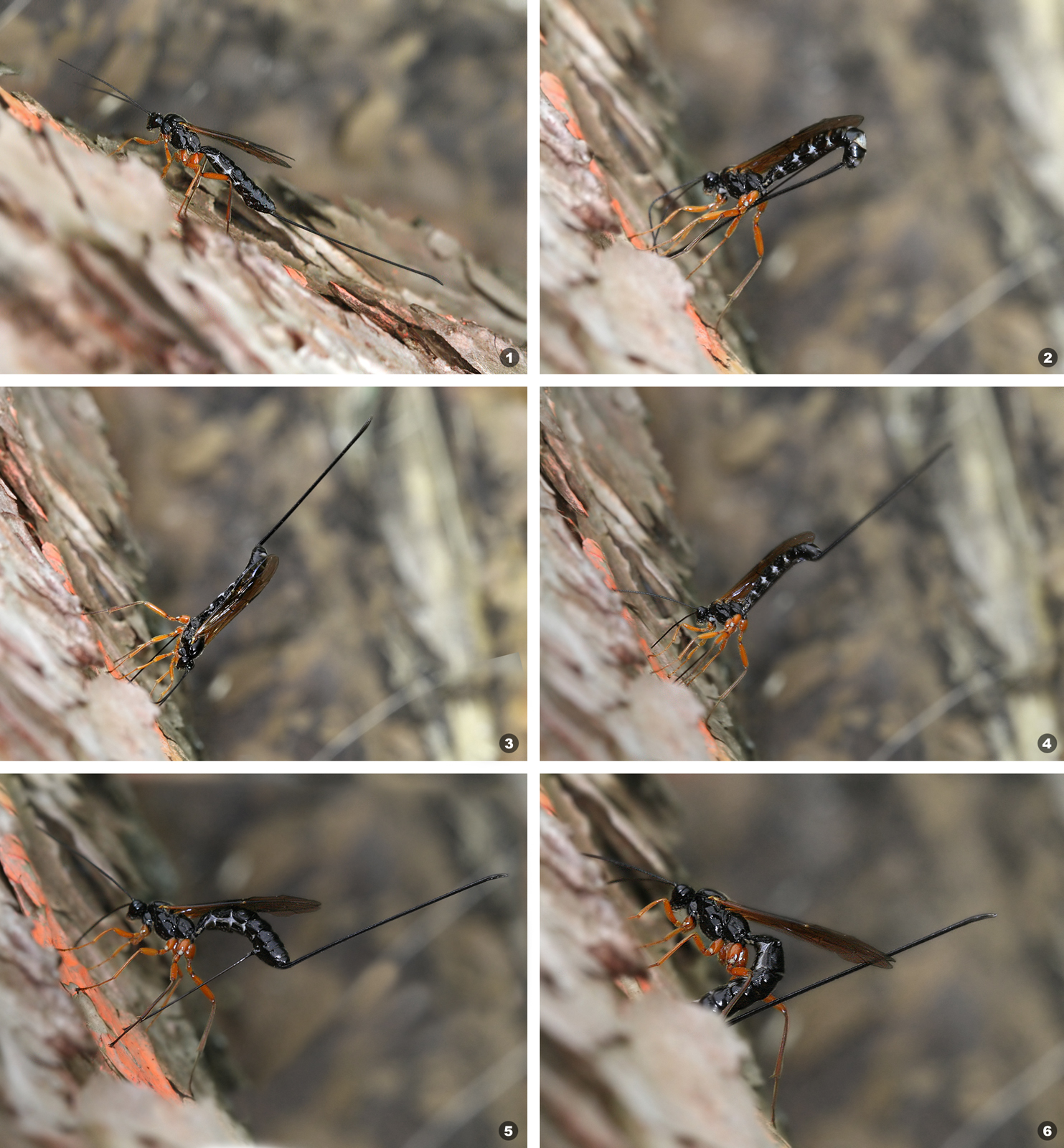
Fotomuntatge representant la posta d'un himenòpter de l'ordre dels icneumònids (Dolichomitus sp.) usant l'oviscapte. El procés de la posta:
1. La vespa toca amb les antenes a l'escolta de les vibracions que indiquen la presència d'un potencial hoste per als seus ous.
2. Amb el llarg ovipositor la vespa fa un forat a l'escorça.
3. La vespa insereix l'oviscapte a la cavitat que conté la larva hoste.
4. La vespa corregeix l'orientació de l'oviscapte per tal de dipositar els ous en la larva o larves de les quals s'alimentaran les seves larves.
5. Després de trobar una larva hoste dins de la cavitat, la vespa diposita els ous.
6. La vespa hi continua de dipositar els ous.